# Tambusai Utara (plaats)
Tambusai Utara is een bestuurslaag in het regentschap Rokan Hulu van de provincie Riau, Indonesië. Tambusai Utara telt 20.286 inwoners (volkstelling 2010).